# Pamela Tiffin
Pamela Tiffin Wonso (Oklahoma City, Oklahoma, 1942. október 13. – New York-Manhattan, 2020. december 2.) amerikai színésznő.

## Filmjei
Mozifilmek
- Summer and Smoke (1961)
- Egy, kettő, három (One, Two, Three) (1961)
- State Fair (1962)
- Repülj velem! (Come Fly with Me) (1963)
- For Those Who Think Young (1964)
- The Lively Set (1964)
- The Pleasure Seekers (1964)
- Egy rakomány whiskey (The Hallelujah Trail) (1965)
- Ma, holnap, holnapután (The Hallelujah Trail) (1965)
- Célpontban (Harper) (1966)
- A bűntény majdnem sikerült (Delitto quasi perfetto) (1966)
- Szenzációvadászok (I protagonisti) (1968)
- Ölj meg, csak csókolj! (Straziami ma di baci saziami) (1968)
- L'arcangelo (1969)
- Viva Max! (1969)
- Cose di Cosa Nostra (1971)
- Il vichingo venuto dal sud (1971)
- Giornata nera per l'ariete (1971)
- E se per caso una mattina... (1972)
- Süket Smith és Nagyfülű Johnny (Los amigos) (1973)
- Amore mio, uccidimi! (1973)
- La signora è stata violentata (1973)
- Brigitte, Laura, Ursula, Monica, Raquel, Litz, Florinda, Barbara, Claudia, e Sofia le chiamo tutte... anima mia (1974)

Tv-filmek
- The Last of the Powerseekers (1969)
- Quattro storie di donne (1989)

Tv-sorozatok
- The Fugitive (1963, egy epizódban)
- Vacation Playhouse (1965, egy epizódban)
- The Survivors (1970, egy epizódban)

## További információ
- Pamela Tiffin a PORT.hu-n (magyarul)
- Pamela Tiffin az Internetes Szinkronadatbázisban (magyarul)
- Pamela Tiffin az Internet Movie Database-ben (angolul)
- Pamela Tiffin a Rotten Tomatoeson (angolul)